# 650

650(육백오십)은 649보다 크고 651보다 작은 자연수다.

## 수학
- 합성수로, 그 약수는 총 12개다. (1, 2, 5, 10, 13, 25, 26, 50, 65, 130, 325, 650)
  - 650의 진약수의 합은 652이므로, 650은 과잉수다.
- {\displaystyle 650=25\times 26}
  - 연속하는 두 자연수의 곱으로 나타낼 수 있으며, 이 성질을 지닌 앞의 수는 600, 다음 수는 702이다.
- {\displaystyle 650=5^{2}+25^{2}}
  - 연속하는 두 개의 {\displaystyle 5^{n}}의 제곱합으로 나타낼 수 있는 가장 작은 수이며({\displaystyle n}은 자연수), 이 성질을 지닌 다음 수는 16250이다.
- {\displaystyle 650=17^{2}+19^{2}}
  - 연속하는 두 홀수의 제곱합으로 나타낼 수 있으며, 이 성질을 지닌 앞의 수는 514, 다음 수는 802이다.
  - 연속하는 두 소수(素數)의 제곱합으로 나타낼 수 있으며, 이 성질을 지닌 앞의 수는 458, 다음 수는 890이다.
- {\displaystyle 650=1^{2}+2^{2}+3^{2}+4^{2}+5^{2}+6^{2}+7^{2}+8^{2}+9^{2}+\cdots +12^{2}}
  - 12번째 사각뿔수로, 12 이하의 모든 자연수의 제곱합이다. 앞의 사각뿔수는 506, 다음은 819다.
  - 연속하는 자연수 12개의 제곱합으로 나타낼 수 있는 가장 작은 수이며, 이 성질을 지닌 다음 수는 818이다.

## 과학·기술
- NGC 650: 작은아령성운의 NGC 천체 번호.
- 캐논 EOS 650(일본어판, 영어판)

## 교통
- 히로시마 전철 650형 전동차(일본어판)

## 군사
- U-650(영어판, 독일어판): 제2차 세계 대전에 사용된 나치 독일의 군용 잠수함.

## 문화유산
- 대한민국의 보물 제650호: 세종시 연화사 칠존불비상

## 기타
- 연도: 650년, 기원전 650년
- 650년대
- 한국십진분류법에서 회화, 도화 및 디자인에 관한 책들이 분류되는 번호.